# تود تايلور
تود تايلور (بالإنجليزية: Todd Taylor)‏ هو سياسي أمريكي، ولد في 21 مايو 1966 في أيمز في الولايات المتحدة. حزبياً، نشط في Iowa Democratic Party ‏ والحزب الديمقراطي. وقد انتخب عضو مجلس نواب ولاية ايوا.

## وصلات خارجية
- الموقع الرسمي